# May Lindholm
May Lindholm, född 30 mars 1965 i Nannestad, Norge, är en svensk skulptör bosatt i Siljansnäs. Hon har utfört ett stort antal offentliga gestaltningar och ställer ut kontinuerligt. 

## Liv och verk
Lindholm utbildade sig på Statens Håndverks- og Kunstindustriskole i Oslo 1985-88 (Nuvarande KHiO) och på Konstfack i Stockholm 1988-90. Hon är verksam i Sverige och samarbetar med ett antal gallerier, till exempel Galleri Eva Solvang, Stockholm, Galleri Helle Knudsen, Stockholm, Galleri Final, Malmö, Galleri Kim Anstensen, Göteborg och Galleri Mats Bergman, Karlstad/Stockholm. 
På gården där Lindholm växte upp fanns blålera i marken och redan där grundlades relationen till lera som material. Under sin utbildning inom formgivning och konsthantverk fokuserade hon bland annat på formtagningstekniker, vilket senare blev grund för en mer skulptural praktik. I Lindholms konstnärliga uttryck kombineras teknisk färdighet och gedigen materialkunskap med en uppmärksam blick på det mänskliga. Hennes skulpturer är för det mesta honor. Med utgångspunkt i lera, betong, glas, trä eller emalj gestaltar hon erfarenheter som att bära sina förmågor och kapaciteter, att göra så gott man kan eller att vara både grundad och sökande. 
“Nystingarna, med sina små pagefrisyrer, pippilotter, rultiga kroppar, jättestora stortår och oförställda anleten - blida, ivriga, naiva - de skulle ha kunnat bilda ett gulligt släkte av väsen, något slags skojig trollfamilj. Men dessa sportande figurer har för stark integritet för att reduceras till något sådant. De ordar inte. De blottar inte det privata. De lägger inte ut några bilder av sig. De berättar inte på nätet om var de köpt sina koltar.”
(Ur poeten Birgitta Lillpers katalogtext till utställningen Nystingarna tolkar Sofiaflickorna i Grekland på Rättviks konsthall 2013.)
Lindholm finns representerad i ett stort antal regioner och kommuner.  Hon har fått många stipendier och utmärkelser, däribland Landstinget Dalarnas Kulturstipendium 2017, Orreforsstipendiet 1989 och Hadeland Glassverks Formgivningsstipendium 1987. 

## Relaterat
May Lindholm är engagerad i konstpolitiskt arbete och utför uppdrag som konstkonsult när kommuner upphandlar konst enligt 1 %–regeln. Hon har undervisat på flera konstnärliga högskolor och folkhögskolor. För närvarande är hon skulpturlärare på konstkursen på Fornby Folkhögskola i Borlänge. 2007-09 vidareutbildade hon sig till gymnasielärare och under många år drev hon tillsammans med Kia Kullander och Marieta Toneva den konstnärliga gymnasieutbildningen på Gruvstugan i Falun (Haraldsbogymnasiet/Lugnetgymnasiet). Lindholm har därigenom haft stort inflytande på den konstnärliga tillväxten från Dalarna.  
May Lindholm var gift med konstnären Dag Franzén (1956-2020). De har dottern Tove Franzén Lindholm, född 1992, tillsammans. 

## Offentliga verk i urval
- 2019 Vera Vattnare och Två systrar brons, Åkersberga Skulptur, brons, 56 cm, May Lindholm 2019Skulptur, brons, 56 cm, May Lindholm 2019

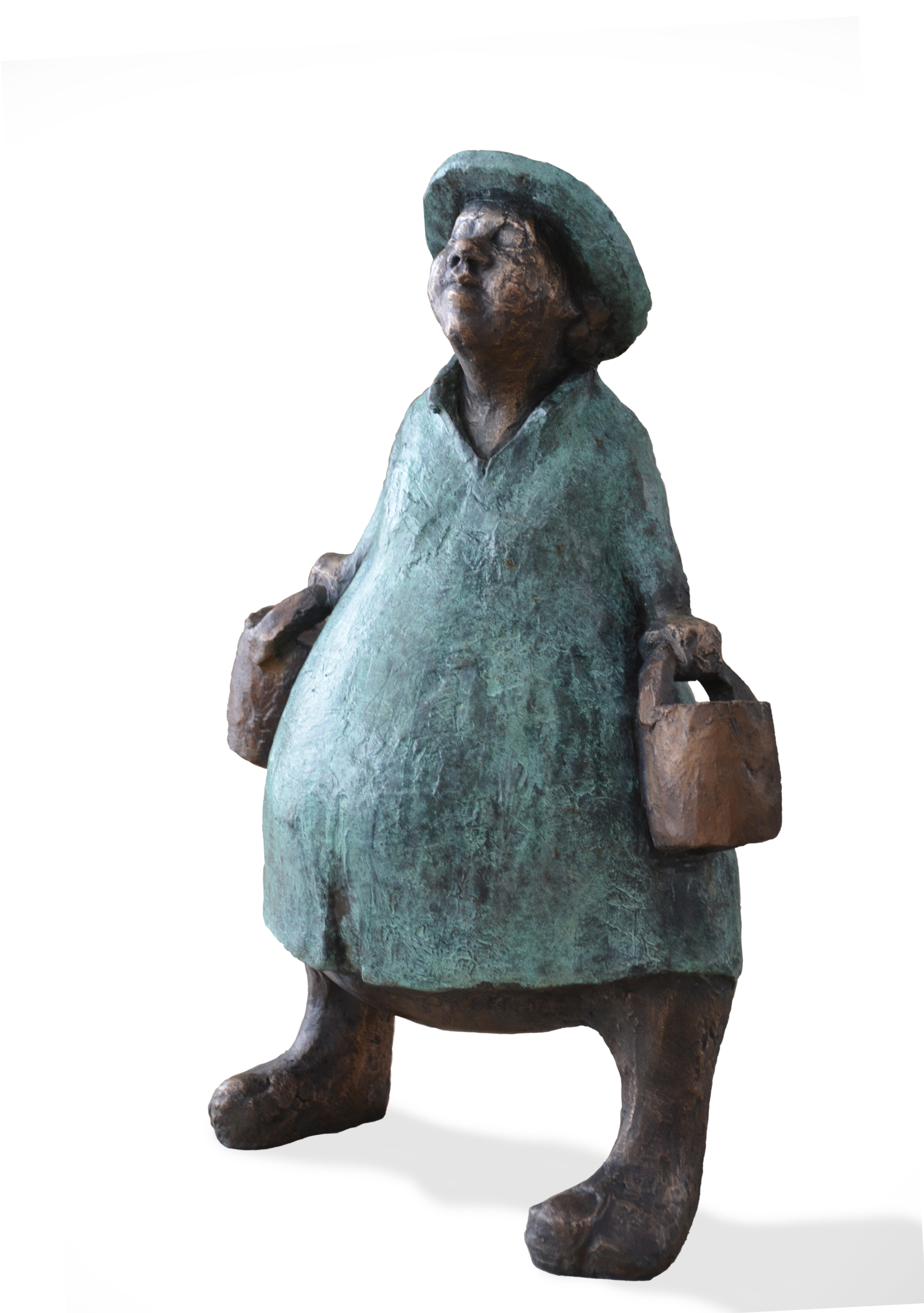
Skulptur, brons, 56 cm, May Lindholm 2019

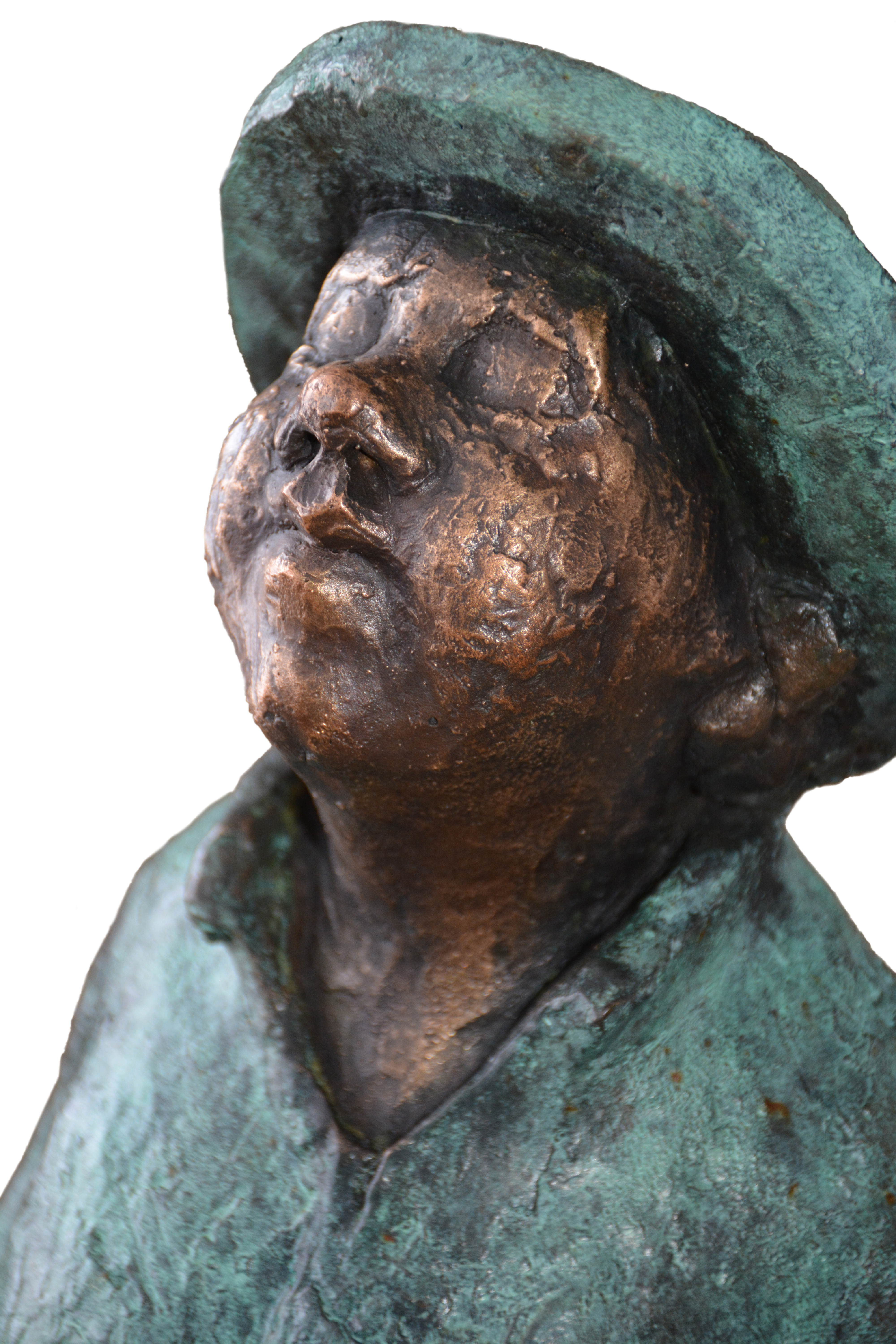
Skulptur, brons, 56 cm, May Lindholm 2019

- 2019 Flocken betongskulpturer till förskola, Kalmar
- 2017 Sola brons,  Leksand
- 2016 Ryl fiberplast, förskolan Salmered, LandvetterPermanent glasfiberskulptur, Salmereds förskola, Härryda, 2016 Konstnär: May Lindholm Foto: Britta Kleberg

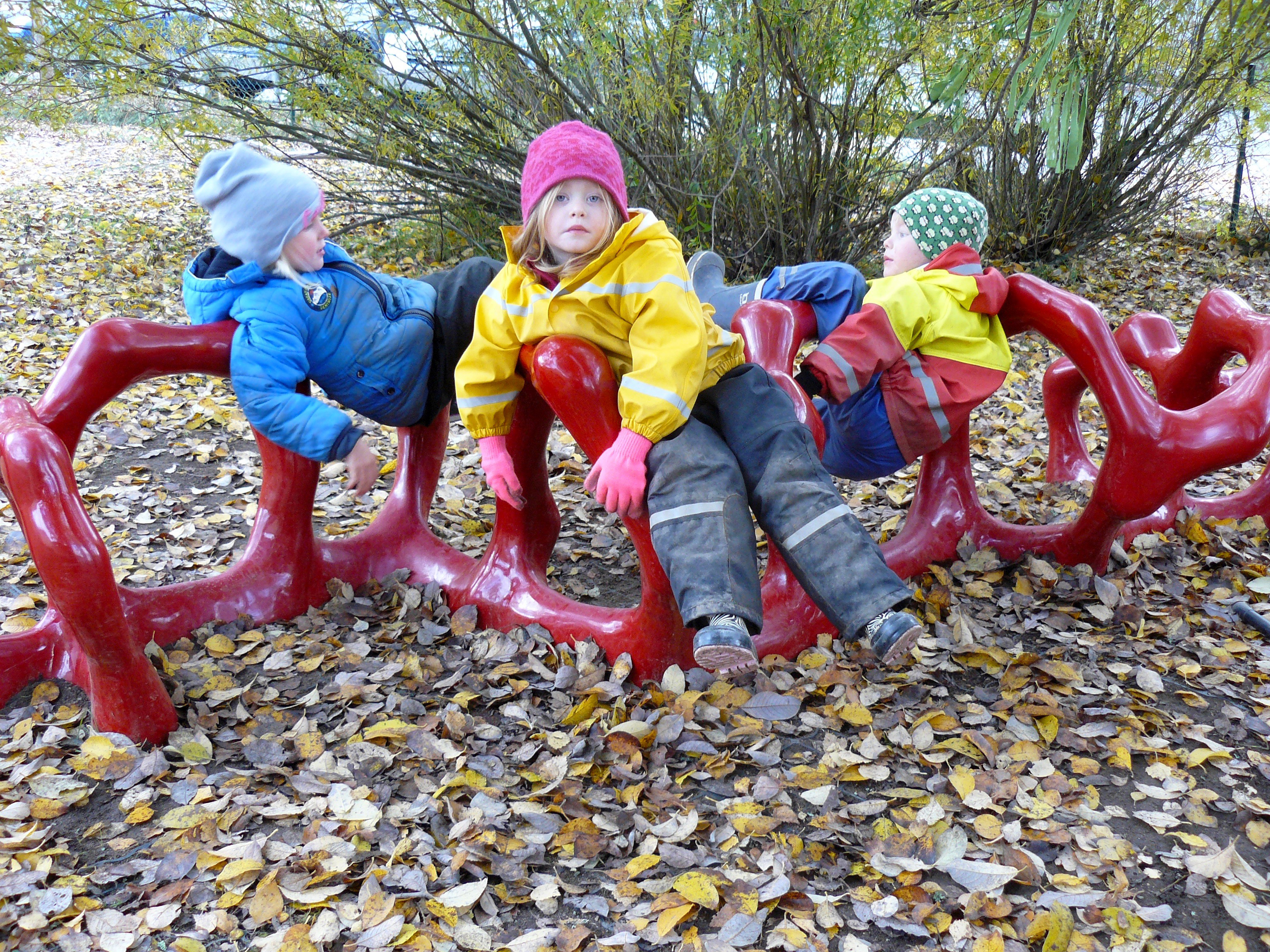
Permanent glasfiberskulptur, Salmereds förskola, Härryda, 2016 Konstnär: May Lindholm Foto: Britta Kleberg

- 2016 En syster kommer nysting i brons, Smedjebacken
- 2016 Två systrar kommer nystingar i brons, Leksand
- 2015 Lamm brons, skolgård Edsbyn
- 2014 GLÖD fiberplast, rörligt ljus, granit och brons, Lugnet FalunPermanent offentlig gestaltning, Lugnet friluftsområde Falun, 2014 Konstnär: May Lindholm Foto: Sten Bergman

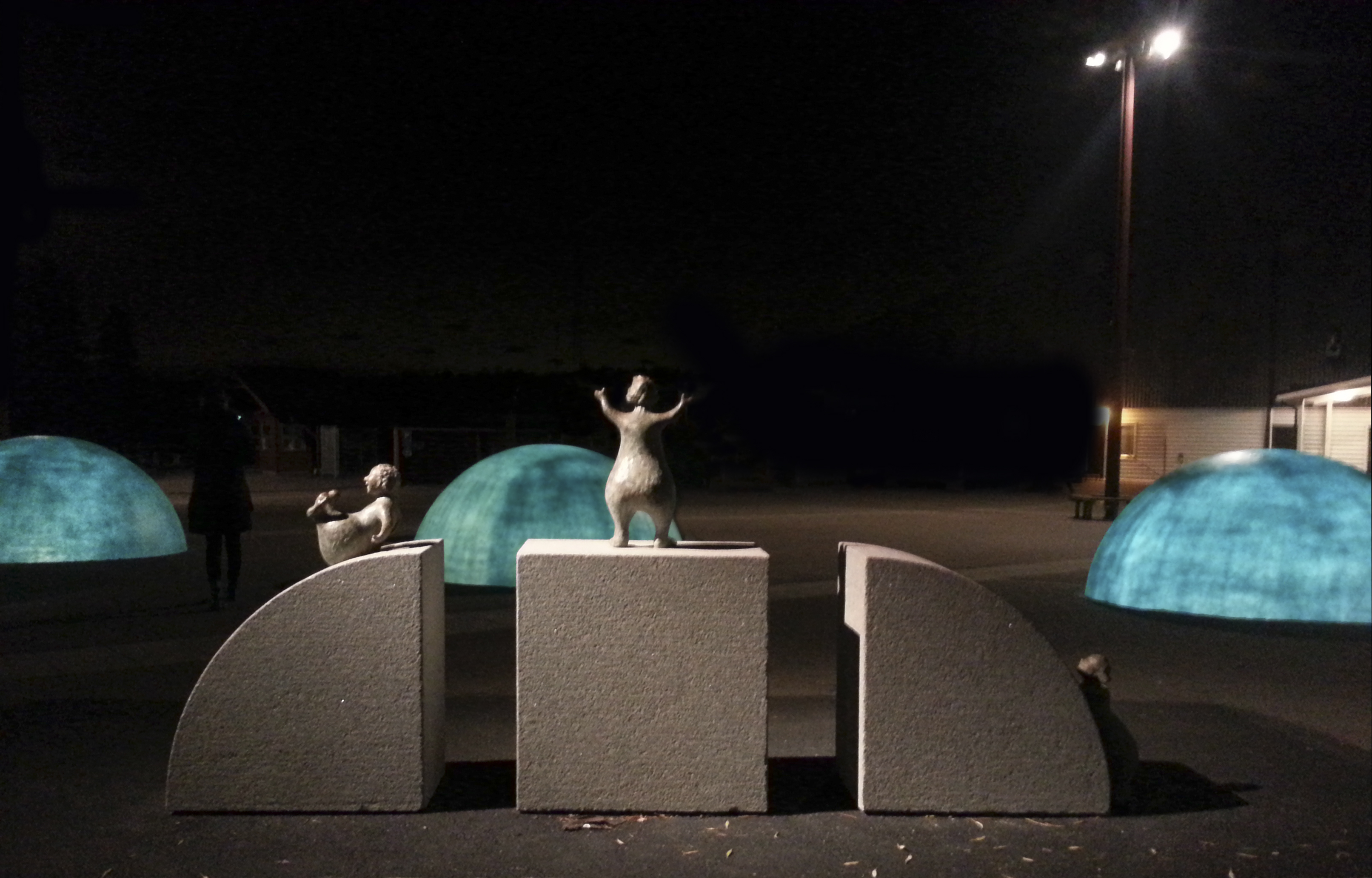
Permanent offentlig gestaltning, Lugnet friluftsområde Falun, 2014 Konstnär: May Lindholm Foto: Sten Bergman

- 2014 Flygande fläng brons, förskolan Nattugglan, Strängnäs
- 2010 Mumsan Bronshare på kulle av terrazzo, förskolan Moraby, Säter
- 2009 The Howling Bitch brons och fiberoptik, Västerås
- 2005 Gestaltning, formgivning samt konstinköp i samarbete med WSP Group 2003-05, Bostadsområdet Bullermyren Borlänge, 1300 lägenheter, Tunabyggen AB
- 2005 Terrazzobänkar och Kusiner brons, skolgård Örebro
- 2003 Uttergrupp brons, Ludvika
- 2001 Valpar vit betong, Djura skola
- 1999 Utkikare brons och sten, Trafikverket, Avesta (nedmonterad)
- 1998 Masken Margon trä, Siljansnäs
- 1998 Klättergubbar lackad plåt, 12m hög, Degerfors
- 1998 Igelkottar vita betongsuggor, Skönvik Säter
- 1996 Tegelvägg i söder Risholnsgården servicehus
- 1995 TASSEN mosaik, Insjön skolaPermanent skulptur, mosaik, Insjöns lågstadieskola, 1995 Konstnär: May Lindholm Foto: Lars Dahlström

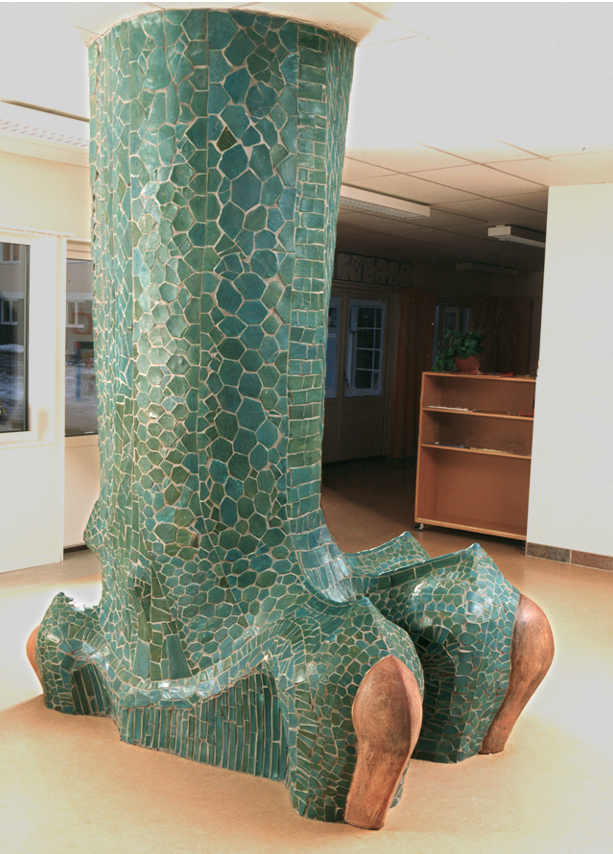
Permanent skulptur, mosaik, Insjöns lågstadieskola, 1995 Konstnär: May Lindholm Foto: Lars Dahlström

- 1993 Gaveltecken plåt, Skedsmo, Norge

## Utställningar i urval
- 2020 Galleri Kim Anstensen, Göteborg (med Lisbeth Boholm)
- 2019 Galleri Kretsen Södertälje (med Lisbeth Boholm)
- 2019 Ronneby konstförening Konst o tid Skulptörsförbundet
- 2018 Galleri Eva Solvang, Stockholm
- 2017–2019 Konstmässor i England, Tyskland och Stockholm med Galleri FINAL, Malmö
- 2016 Sjätte sinnet, Guldsmedshyttan kyrka Västerås stift
- 2016 Arvid Backlundsgården, Svärdsjö (med Lisbeth Boholm)
- 2016–19 Fabriken Österlen, med Galleri FINAL, Malmö
- 2015 Galleri NP33, Norrköping
- 2015 Galleri Sander, Konst och antikmässan, Stockholm
- 2014 Borlänge konsthall (med Dag Franzén)
- 2013 Rättvik konsthall, Nystingarna tolkar Sofiaflickorna i Grekland
- 2012 Galleri Strömbom, Uppsala
- 2011 Bruno Liljefors ateljé, Österbybruk
- 2010 Gallerie Hagen, Tyskland
- 2010 Bror Hjorts ateljé, Österbybruk
- 2009 Kristinehamn konsthall, Identitet (med Maria Oom)
- 2008 Ludvika konsthall, Så här är det nu (med Annelie Karlsson)
- 2006 Gammelstilla, Hofors
- 2002 Galleri Kvarnen, Sundborn
- 2001 Konst på tåg, Tåg i Bergslagen
- 2000 Konst på Kvarnbacken, Sundborn
- 1995 Galleri Doktor Glas, Stockholm
- 1994 Galleri Det gule huset, Oslo
- 1992 Glasglädje, Smålands museum, Växjö
- 1991 Galleri Glas-ett, Stockholm
- 1990 Vigelandsmuseet, Oslo